# Cyclopropaancarbaldehyde
Cyclopropaancarbaldehyde (ook cyclopropylcarbaldehyde of cyclopropylcarboxaldehyde) is een cyclopropaanderivaat. Het is een onaangenaam ruikende, kleurloze vloeistof.

## Synthese
Cyclopropaancarbaldehyde kan bereid worden door de isomerisatie van 2,3-dihydrofuraan bij hoge druk en hoge temperatuur. 2,3-dihydrofuraan is een derivaat van 1,3-butadieen.

## Toepassingen
De stof wordt gebruikt om de cyclopropaangroep in scheikundige verbindingen, waaronder farmaceutische stoffen en pesticiden, in te brengen.
Met zuurstof kan ze geoxideerd worden tot cyclopropaancarbonzuur. Hydrogenering met raneynikkel als katalysator leidt tot vorming van cyclopropylmethanol.